# Широкий (Амурская область)
Широ́кий — посёлок (с 1956 по 2009 г. — рабочий посёлок), расположенный в Амурской области (Россия) в городском округе Райчихинск.

## География
Пос. Широкий стоит в долине реки Холодный Ключ (приток Кивды, бассейн Буреи).
Пос. Широкий расположен между пос. Прогресс и городом Райчихинск.
Расстояние до Райчихинска 10 км.
От Транссибирской магистрали (от станции Бурея Забайкальской железной дороги) к пос. Широкий идёт железнодорожная линия.
В пос. Широкий две железнодорожные станции: Холодный Ключ и Аллочкин Отрог.

## История
Указом Президиума Верховного Совета РСФСР от 24 мая 1956 года населённый пункт Аллочкин Отрог отнесен к категории рабочих поселков с присвоением ему наименования — рабочий посёлок Широкий.

## Население
| 1959  | 1970  | 1979  | 1989  | 2002  | 2009  |
| ----- | ----- | ----- | ----- | ----- | ----- |
| 4917  | ↘3774 | ↘2811 | ↘2065 | ↘1580 | ↘1488 |
| 2010  | 2012  | 2013  | 2014  | 2015  | 2016  |
| ↘1351 | ↘1308 | ↗1313 | →1313 | ↘1271 | ↘1254 |
| 2017  | 2018  |       |       |       |       |
| ↘1237 | ↘1225 |       |       |       |       |